# Heteralonia spoliata
Heteralonia spoliata är en tvåvingeart som först beskrevs av Mario Bezzi 1922.  Heteralonia spoliata ingår i släktet Heteralonia och familjen svävflugor. Inga underarter finns listade i Catalogue of Life.